# Knoten Villach
Het Knoten Villach is een snelwegknooppunt in de Oostenrijkse deelstaat Karinthië. Op dit knooppunt in het zuidoosten van de stad Villach sluiten de A10 en de A11 aan op de A2.

## Bouwvorm
Het knooppunt is een mixvormknooppunt.